# 張齡
張齡（1910年—1979年），字劍芬，號無諍居士，湖南湘潭人，佛教居士，因為善寫對聯而被稱「聯王」，也是《蔣公紀念歌》的寫詞者。

## 生平
九歲能文，鄉里視為神童，十九歲考取湖南省第一屆縣長考試，擔任該省郴縣縣長，歷任過湖南省糧政局副局長、浙江省宣平縣縣長、軍事委員會委員長侍從室祕書、三民主義青年團中央候補幹事、民政司司長、臺灣銀行副經理業務專員、東吳大學及銘傳商專教授等職。中國國民黨黨員。在宣平縣任內時，因強押民眾作倉庫管理員，被縣民向監察院控告而被懲戒。
信佛虔誠，曾《往生咒》持三十萬遍。1959年11月29日，胡適於台灣大學的演講時舉《虛雲和尚年譜》作例，質疑上個月圓寂的虛雲和尚的年齡，隔日張齡和蔡克輝就率先投書《中央日報》，引發後來兩方的筆戰。
1962年公路局重建太魯閣，移供觀音菩薩像於其中，請張齡撰觀音靈感碑文。同年，於臺北市再度結婚，妻子為原籍江蘇寶山、生長於上海的陸婷瑛。1972年冬，年歲五旬的妻子逝世，因思妻而以扶乩通靈，撰〈張齡撰先室生西記〉。
1975年到1976年，教育部徵求新版《蔣公紀念歌》，分兩階段進行，第一階段徵求歌詞，海外人士投稿件共一千八百八十首，最後張齡獲得中選。
去世後，由佛光山安排佛事，骨灰曾奉安在此地的萬壽園。

## 作品
發願為寺廟製萬聯，因為善寫對聯而被稱「聯王」。
著有《微芬簃聯存》、《微芬簃叢稿》，收錄自身的對聯、詩文創作。臺灣寺院之碑文、塔銘、對聯等出諸其手者為數甚多，如臺北市指南宮對聯：「騎鶴定重來，與君縱目窮滄海；登樓如更醉，寄我歸心過洞庭。」、基隆十方大觉寺對聯：「拾級同登，個裏風光當下認；入門一笑，本來面目自家知。」
也為他人作對聯，如臺銀董事長尹仲容挽聯：「無淚哭先生，疾可為兮，入海登山求此藥；傷心繫天下，公今往矣，洄瀾砥柱更何人？」、「志節抱武鄉侯之忠，勞悴不辭，病榻尚縈天下事；一生以郭嵩燾自況，壽年相埒，篋中猶有未成書。」
梁羽生、張大春都頗欣賞其對聯作品。

## 評價
- 譚元征：「初若落落然，每持論必獨辟己見，恥於從同，人以是多遠之，君亦夷然不屑也。」[15]